# Fly Georgia
Fly Georgia (груз. ფლაი ჯორჯია) — приватна авіакомпанія в Грузії. Базується в місті Тбілісі.
Перший рейс був виконаний 3 серпня 2012 року.

## Маршрутна мережа
FlyGeorgia виконує зі свого базового аеропорту рейси в Батумі, Брюссель, Київ (Бориспіль), Дюссельдорф, Дубай, Тегеран, Хургаду і Шарм-ель-Шейх.

## Флот
Авіакомпанія планує використовувати середньомагістральні вузькофюзеляжні літаки сімейства A320.

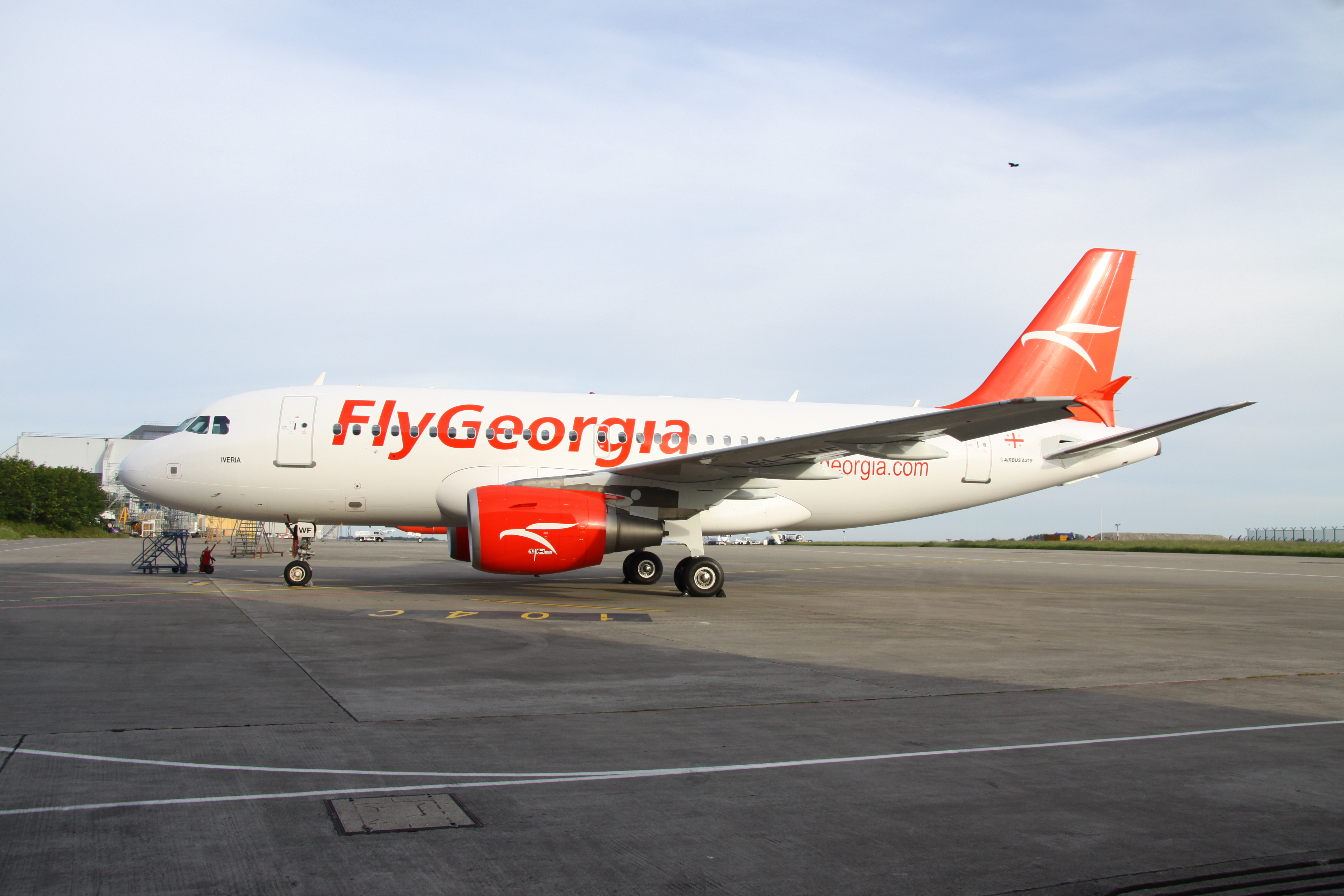
Літак Fly Georgia

На січень 2013 середній вік літаків становить 7.9 років.

## Конфіскація літаків і зупинка діяльності
4 вересня міжнародна лізингова компанія Ailefs конфіскувала в аеропорту Брюсселя літак, що належить Fly Georgia. Пізніше були вилучені всі перебувають у власності авіакомпанії лайнери і таким чином її діяльність на даний момент перервана. Як повідомляють грузинські ЗМІ, забрати інші літаки було вирішено після того, як Fly Georgia не виконала взятих зобов'язань і не виплатила Ailefs належну суму. 
У самій компанії ніяких коментарів з цього приводу не роблять, хоча кажуть, що Fly Georgia створюють штучні бар'єри та проблеми. Раніше The Wall Street Journal повідомила, що три іранських бізнесмена, афілійованих з Корпусом вартових ісламської революції, володіють Fly Georgia і сама вона перебуває в тісному зв'язку з офіційним Тегераном. 